# Пирр (Южная Дакота)
Пирр (англ. Pierre [pɪər]) — административный центр штата Южная Дакота в США. Население города составляет 14100 человек (2014).

## История

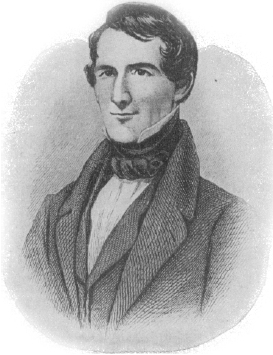
Пьер Шуто

Основан в 1880 году на реке Миссури напротив укреплённого лагеря торговцев пушниной Форт-Пирр. Является административным центром штата с 11 ноября 1889 года. Город назван в честь торговца пушниной французского происхождения Пьера Шуто, чьё имя местные жители (преимущественно выходцы из Германии и Скандинавии) произносили как Пирр.

## География и климат
Пирр лежит на холмистых берегах реки Миссури, в нескольких километрах от одного из крупнейших искусственных озёр в мире — водохранилища Оахе.
Климат города умеренно континентальный, довольно сухой. Зимы длинные, холодные и малоснежные, лето жаркое и относительно дождливое.
| \| Показатель \| Янв. \| Фев. \| Март \| Апр. \| Май \| Июнь \| Июль \| Авг. \| Сен. \| Окт. \| Нояб. \| Дек. \| Год \| \| ------------------------- \| ----- \| ----- \| ----- \| ----- \| ---- \| ---- \| ---- \| ---- \| ---- \| ----- \| ----- \| ----- \| ----- \| \| Абсолютный максимум, °C \| 20,0 \| 23,9 \| 30,6 \| 36,7 \| 40,6 \| 44,4 \| 47,2 \| 45,6 \| 42,2 \| 36,7 \| 30,6 \| 25,0 \| 47,2 \| \| Средний максимум, °C \| −1,1 \| 1,6 \| 7,4 \| 15,4 \| 21,2 \| 26,7 \| 31,6 \| 30,7 \| 24,7 \| 16,1 \| 6,7 \| −0,4 \| 15,1 \| \| Средняя температура, °C \| −6,7 \| −4,3 \| 1,3 \| 8,3 \| 14,4 \| 19,8 \| 24,1 \| 23,2 \| 17,2 \| 9,3 \| 0,9 \| −5,7 \| 8,5 \| \| Средний минимум, °C \| −12,3 \| −10,1 \| −4,7 \| 1,2 \| 7,6 \| 13,0 \| 16,6 \| 15,6 \| 9,6 \| 2,4 \| −4,8 \| −11,1 \| 1,9 \| \| Абсолютный минимум, °C \| −36,1 \| −37,2 \| −28,3 \| −17,2 \| −5,6 \| 1,1 \| 5,6 \| 3,9 \| −6,1 \| −15,6 \| −27,8 \| −35 \| −37,2 \| \| Норма осадков, мм \| 11 \| 15 \| 31 \| 46 \| 80 \| 91 \| 66 \| 46 \| 48 \| 42 \| 18 \| 14 \| 508 \| \| Источник: Погода и климат \| \| \| \| \| \| \| \| \| \| \| \| \| \| |       |       |       |       |      |      |      |      |      |       |       |       |       |
| Показатель | Янв.  | Фев.  | Март  | Апр.  | Май  | Июнь | Июль | Авг. | Сен. | Окт.  | Нояб. | Дек.  | Год   |
| Абсолютный максимум, °C | 20,0  | 23,9  | 30,6  | 36,7  | 40,6 | 44,4 | 47,2 | 45,6 | 42,2 | 36,7  | 30,6  | 25,0  | 47,2  |
| Средний максимум, °C | −1,1  | 1,6   | 7,4   | 15,4  | 21,2 | 26,7 | 31,6 | 30,7 | 24,7 | 16,1  | 6,7   | −0,4  | 15,1  |
| Средняя температура, °C | −6,7  | −4,3  | 1,3   | 8,3   | 14,4 | 19,8 | 24,1 | 23,2 | 17,2 | 9,3   | 0,9   | −5,7  | 8,5   |
| Средний минимум, °C | −12,3 | −10,1 | −4,7  | 1,2   | 7,6  | 13,0 | 16,6 | 15,6 | 9,6  | 2,4   | −4,8  | −11,1 | 1,9   |
| Абсолютный минимум, °C | −36,1 | −37,2 | −28,3 | −17,2 | −5,6 | 1,1  | 5,6  | 3,9  | −6,1 | −15,6 | −27,8 | −35   | −37,2 |
| Норма осадков, мм | 11    | 15    | 31    | 46    | 80   | 91   | 66   | 46   | 48   | 42    | 18    | 14    | 508   |
| Источник: Погода и климат |       |       |       |       |      |      |      |      |      |       |       |       |       |

## Население
По данным переписи 2010 года, в Пирре насчитывалось 13 646 человек, 5778 домохозяйств и 3463 семей. Средняя плотность населения составляла 403,4 человека на квадратный километр. Имелось 6159 единиц жилья.
Расовый состав города:
- белые — 85,1 %
- афроамериканцы — 0,5 %
- индейцы 10,9 %
- азиаты — 0,6 %
- латиноамериканцы (всех рас) — 1,9 %

Средний возраст горожан составил 39,3 года. 22,9 % жителей были моложе 18 лет, 7,5 % — в возрасте от 18 до 24 лет, 26,7 % — от 25 до 44 лет, 28,9 % — от 45 до 64 лет, а 13,9 % — в возрасте 65 лет и старше. В городе проживало 47,8 % мужчин и 52,2 % женщин.
Среднегодовой доход на душу населения в 2000 году составил 20 462 доллара США. Уровень преступности в 2,1 раза ниже среднего по США.

## Экономика и транспорт
Поскольку Пирр является столицей Южной Дакоты, местное население работает  в основном в различных государственных учреждениях. Значительную роль в экономике Пирра играет туризм благодаря близости одного из крупнейших искусственных озёр в мире — водохранилища Оахе.  Ежегодно Оахе посещает до 1,5 млн. человек.
В шести километрах к востоку от города находится небольшой (около 15 тыс. пассажиров в год) аэропорт Pierre Regional Airport (IATA: PIR, ICAO: KPIR), связывающий Пирр с Денвером и Миннеаполисом.
В городе имеется железная дорога, но пассажирское сообщение по ней не осуществляется.
Пирр является одной из четырёх столиц штатов (наряду с Довером, Джефферсоном и Джуно), через которую не проходит ни одно межштатное шоссе. Ближайшее из них (I-90) проходит в 50 километрах к югу от города.
Внутригородской общественный транспорт в Пирре отсутствует.
|  |  |  |